# 贾幼陵
贾幼陵（1947年5月—），河北省盐山县人，汉族，教授，博士生导师。中华人民共和国第十一届全国政协委员，第五届全国人民代表大会代表。
加入中国共产党，曾担任国家首席兽医师(官)、农业部总经济师、农业部畜牧兽医司司长、兽医局首任局长、全国畜牧总站站长。
2008年，当选第十一届全国政协委员，代表农业界，分入第三十八组。